# مستشفى الهلال الأحمر التخصصي (الخليل)
مستشفى الهلال الأحمر التخصصي في الخليل أو مستشفى جمعية الهلال الأحمر الفلسطيني – الخليل هو أحد المستشفيات الفلسطينية العاملة في الخليل جنوب الضفة الغربية وتملكه جمعية الهلال الأحمر الفلسطيني، تبلغ قدرته السريرية حوالي 65 سريرًا.
أسست جمعية الهلال الأحمر الفلسطيني المستشفى عام 2011.